# 福島銀行
株式会社福島銀行（ふくしまぎんこう、英: THE FUKUSHIMA BANK,LTD.）は、福島県福島市に本店を置く第二地方銀行。

## 営業政策

### 店舗展開

#### 県内店舗
福島県郡山市の営業強化のため、2009年（平成21年）7月27日、郡山北支店の隣接地に郡山支店と郡山北支店を併せて、郡山営業部を新設した。

#### 県外店舗
県外では、宮城県仙台市、栃木県那須塩原市（旧黒磯市）、茨城県水戸市、埼玉県さいたま市（大宮区）に支店が設置されている。東京都内にはかつて支店が開設されていたが現在は、東京事務所が置かれている。また、店舗が老朽化したことや店舗網の見直しのため、宇都宮支店は黒磯支店に統合、仙台支店と大宮支店は空中店舗化された。

### 店舗コード
| 店舗コード | 市郡                                       |
| ---------- | ------------------------------------------ |
| 100番台    | 福島市、二本松市、伊達市、伊達郡           |
| 200番台    | 郡山市、須賀川市、白河市、本宮市、西白河郡 |
| 300番台    | 田村市、石川郡、東白川郡                   |
| 400番台    | 会津若松市、喜多方市、耶麻郡               |
| 500番台    | 南相馬市、相馬市、双葉郡                   |
| 600番台    | いわき市                                   |
| 700番台    | 仙台市、那須塩原市、水戸市、さいたま市     |

### 提携ATM
南東北3県の第二地方銀行（きらやか銀行・仙台銀行・大東銀行）とATM相互無料提携である「東北おむすび隊」を実施している。また、イオン銀行とのATMの相互無料提携や、セブン銀行およびゆうちょ銀行とも有料提携を実施している。

### 法人市場対策
業務提携・協力
あおぞら銀行グループと事業再生ファンドに関する業務提携を行いノウハウを導入している。また2008年（平成20年）4月、福島大学との間で地域発展、産業振興を目的とした連携協力協定を締結した。

## 沿革
- 1922年（大正11年）11月27日 - 湯本信用無尽株式会社として、現在のいわき市湯本で設立する。
- 1939年（昭和14年）11月 - 福島無尽株式会社を吸収合併、株式会社福島無尽金庫に商号変更したうえで、本店を福島市に移転する。
- 1951年（昭和26年）10月 - 相互銀行に転換し、株式会社福島相互銀行に商号変更する。
- 1989年（平成元年）2月 - 普通銀行に転換し、株式会社福島銀行に商号変更する。
- 1992年（平成4年）10月22日 - 東京証券取引所市場第二部に上場する。
- 1993年（平成5年） - 本店を福島市万世町（現在地）に新築移転する。
- 1996年（平成8年）9月2日 - 東京証券取引所市場第一部に上場する。
- 1998年（平成10年） - 基幹系システムを日本ユニシス（現・BIPROGY）のACROSS21にリプレース。
- 2001年（平成13年）12月 - 9月中間決算で自己資本比率が1.7%に低下し、金融庁より早期是正措置が発動される。これにより預金全体の20 - 25％に当たる1,000億円超の取り付け騒ぎとなる。
- 2002年（平成14年）3月 - 146億円の第三者割当増資を実施する。
- 2003年（平成15年）10月20日 - 仙台支店を仙台定禅寺ビル4Fへ移転して空中店舗化（ATMは2012年1月に1Fに再設置）する。
- 2004年（平成16年）3月29日 - 宇都宮支店を黒磯支店に統合する。
- 2006年（平成18年）
  - 個人向けインターネットバンキングサービスを開始する。
  - 4月 - 郡山市内にあるATMから現金約1,930万円が抜き取られていることが発覚し、うち700万円を盗んだとして契約社員が逮捕される。
  - 5月17日 - 郡山支店の金庫から現金1億6000万円を紛失していることが発覚する。
- 2007年（平成19年）1月26日 - 現金着服事件の連続発生について、内部の管理体制に重大な問題があるとして東北財務局から業務改善命令を受ける[4]。
- 2009年（平成21年）4月3日 - 平成20年6月に実施した株主に対する剰余金の配当について、会社法等に規定する分配可能額を超えて実施していたこと等から東北財務局より、業務改善命令の発動を受ける[5][6]。
- 2012年（平成24年）4月1日 - 紺野邦武社長が会長に退き、森川英治副社長が後任として昇格[7]。
- 2014年（平成26年）7月22日 - ネット支店「いつでもどこでも支店」を開設[8][9]。
- 2015年（平成27年）5月7日 - 勘定系システムを、日本ユニシス（現・BIPROGY）が新たに第二地銀向けに構築したパッケージ・alphAcrossへリプレース[10]。
- 2018年（平成30年）
  - 5月11日 - 森川英治社長が退任し、元東邦銀行専務でとうほう証券社長の加藤容啓を社長に招聘したことを発表[11][12]。
  - 6月2日 - 金融庁は、2018年3月期決算において最終赤字となったことを受けて、業務改善命令を出した[13]。
- 2019年（令和元年）11月11日 - SBIホールディングスが福島銀行に出資する形での資本・業務提携を発表[14]。
- 2021年（令和3年）4月 - 福島カードサービスを存続会社としてふくぎんリースを吸収合併し、会社名をふくぎんリース＆クレジットに変更[15]。
- 2022年（令和4年）1月20日 - SBIホールディングスとの資本業務提携に基づく事業の一環で、2024年を目処にSBI地方創生サービシーズが提供する地域金融機関向けの次世代勘定系システムの採用を決めたと発表[16][17][18]。
- 2024年（令和6年）
  - 7月16日 - 勘定系システムをSBI地方創生バンキングシステムが提供する地域金融機関向けの次世代勘定系システムに移行した[19][20]。
  - 12月 - 福活ファンド投資事業有限責任組合を解散[15]。

## 関連会社
- 株式会社ふくぎんリーズ&クレジット
- 株式会社東北バンキングシステムズ

## ギャラリー

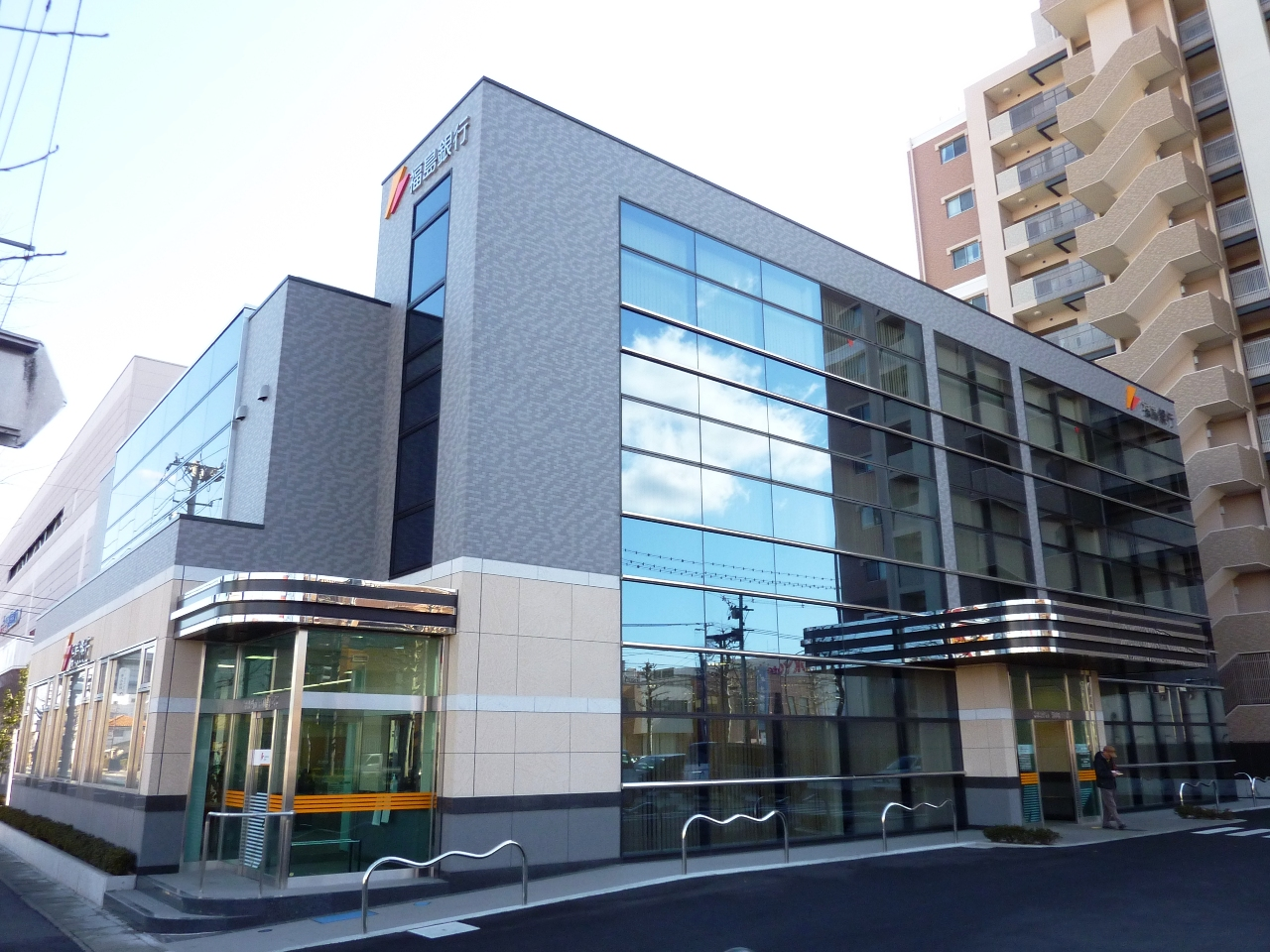
郡山営業部
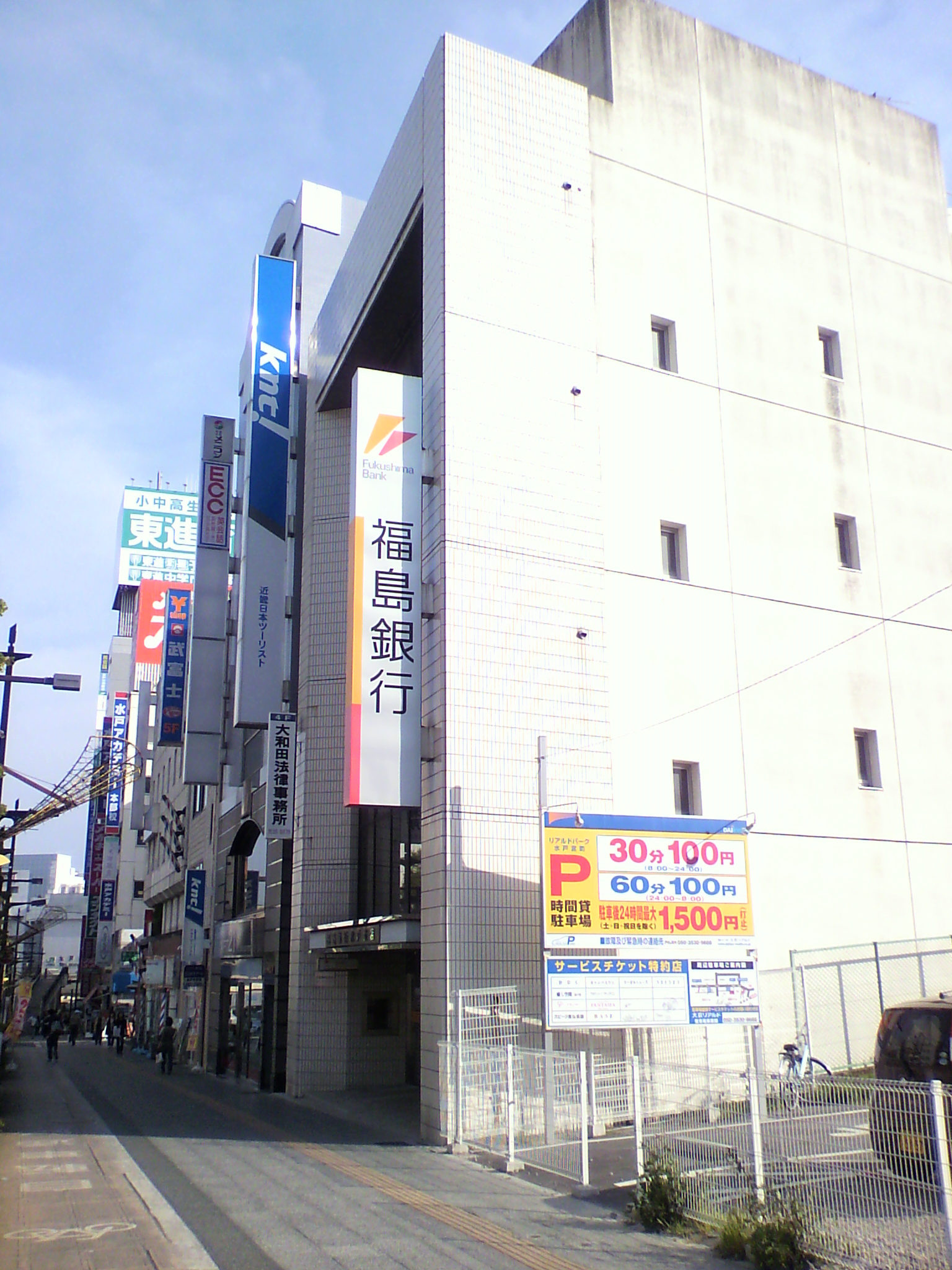
水戸支店